# Ernest Maragall i Noble

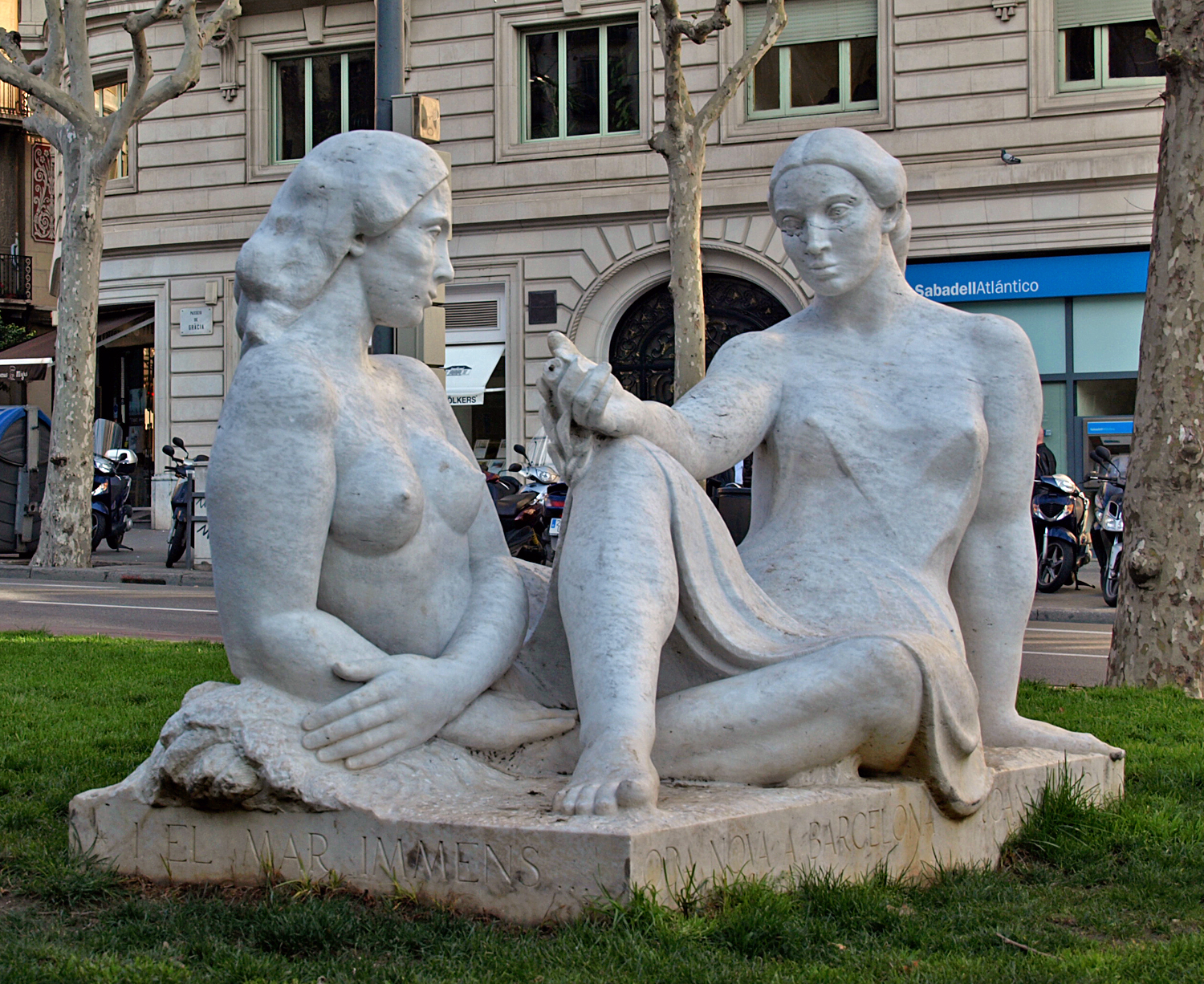
El Ampurdán, obra de Ernest Maragall, Jardines de Salvador Espriu, Barcelona.

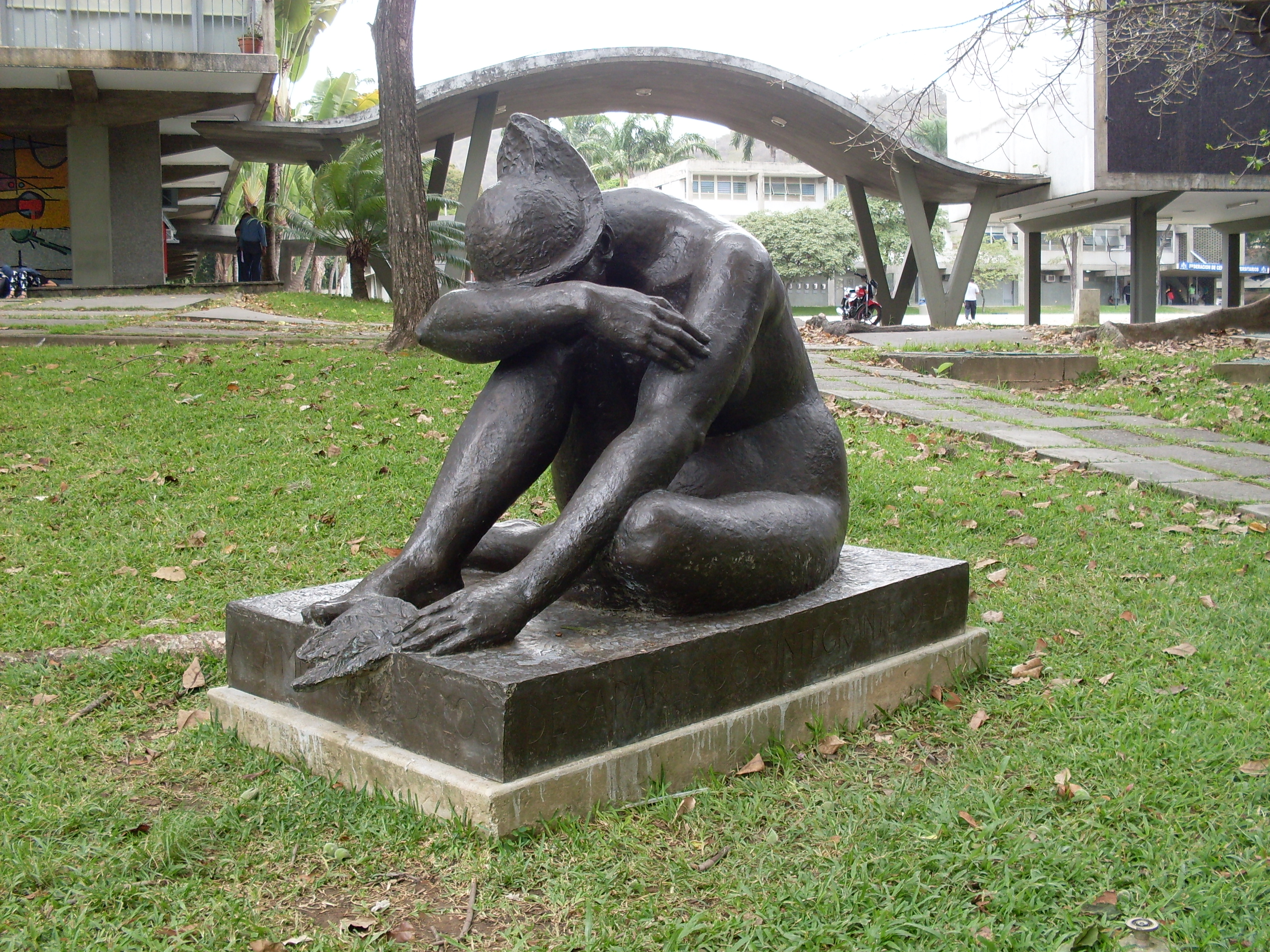
Monumento a los caídos de la generación del 28 en la Universidad Central de Venezuela

Ernest Maragall i Noble, (Barcelona 3 de noviembre de 1903 - Caracas, 1991) fue un escultor español afincado en Caracas, donde realizó la mayoría de sus obras.
Hijo del poeta catalán Joan Maragall, empezó los estudios de Arquitectura pasando a continuación a la Escuela de Bellos Oficios, dirigida por el pintor Francesc d'Assís Galí, su estancia en esta escuela también fue corta ya que durante el mandato del general Primo de Rivera, la mandó clausurar. Su aprendizaje se realizó en el taller del escultor Josep Llimona, haciendo largos viajes de estudio por Italia y una estancia en París.
Después de una primera exposición individual en la Sala Parés de Barcelona, se instala en París entre los años 1928 y 1933, donde hace amistad con Apel·les Fenosa, Picasso, Joan Rebull y Arístides Maillol, entre otros.
Durante la guerra civil española, se traslada con su familia a Caracas de donde era originaria su esposa, desempeña el cargo de profesor de la Escuela de Artes Plásticas, así como en 1938 el de delineante en el ministerio de Obras Públicas de Venezuela.
Tuvo un gran éxito en su "segunda patria" como él la nombraba, donde realizó grandes encargos públicos y privados, sin perder nunca su relación con Barcelona.

## Obras
- 1926 - Cabeza de gitano. Una de sus primeras obras realizada en el taller de Josep Llimona.
- 1928 - Retrato de José Togores. París
- 1937 - Retrato de Lluís Companys. Barcelona
- 1937 - Mestiza Museo de Bellas Artes. Caracas
- 1938 - Relieve en piedra en la escuela Experimental de Caracas
- 1942 - Auyucama Primer premio del Salón Anual de Bellas Artes de Caracas
- 1943 - Relieves de Agricultura, Población, Comercio e Industria en el Banco Central de Venezuela en Caracas
- 1950 - Retrato de Josep Pijoan. Instituto de Estudios Catalanes. Barcelona
- 1953 - Esculturas representando las cinco regiones venezolanas para la Fuente Monumental de Venezuela en Caracas.
- 1955 - Monumento a Bernardo O'Higgins. Caracas
- 1961 - El Ampurdán. Alegoría de la Oda Nova a Barcelona de Joan Maragall. Barcelona
- 1969 - Dona marinera Lloret de Mar. (Gerona)
- 1970 - Monumento a la Sardana. Barcelona
- 1973 - Pere el Gran Castillo de Vulpellach. La Bisbal (Gerona)
- 1978 - Monumento a los Caídos de la Generación del 28, Universidad Central de Venezuela
- 1982 - Eugenio Mendoza Universidad Metropolitana de Caracas